# Shunsui Tamenaga
Shunsui Tamenaga (jap. 為永春水 Tamenaga Shunsui), właśc. Sasaki Sadataka (jap. 佐々木貞高; ur. ok. 1790, zm. 1844) – japoński pisarz.
Pisał powieści z życia gejsz i kurtyzan, był autorem m.in. Shunshoku umegoyami (春色梅児誉美, Wiosenne barwy, czyli kalendarz ze śliwkami, 1833), a także powieści historycznej, znanej w polskiej przeróbce Wierni do śmierci (1836 wyd. pol. 1896).